# Laportea
Laportea es un género botánico con 134 especies de plantas herbáceas perteneciente a la familia Urticaceae. El género fue llamado así por el naturalista francés François Louis de la Porte, conde de Castelnau.
Son plantas herbáceas, anuales o perennes. Al igual que muchas plantas de Urticaceae, tienen pelos urticantes, y no urticantes  en la misma planta.

## Especies seleccionadas
- Laportea aestuans
- Laportea agusanensis
- Laportea alatipes
- Laportea amberana
- Laportea americana
- Laportea cuspidata
- Laportea decumana

## Sinonimia
- Fleurya
- Haynea